# Visoka Porta
Visoka Porta (tur. bâb-i-âlî) je od 1718. do 1922. bio naziv za vladu Osmanskog Carstva, da bi se napravila razlika u odnosu na sultanov dvor. Podrijetlo imena je u starom orijentalnom običaju da se na vratima (lat. porta) grada ili vladateljske palače održavaju ceremonije primanja za inozemne predstavnike i poslanike.
Osim toga, taj se naziv koristio i za zgrade u blizini Topkapi Saraja, u kojima su bili smješteni razni državni uredi, kao: Veliki vezirat, Ministarstvo vanjskih poslova, Ministarstvo unutarnjih poslova, Državno vijeće i Carski ured. Visoka Porta imala je i ulogu vrhovnog suda. Ovisno o jakosti središnje vlasti i razdoblju, mijenjala se važnost njegovih dužnosnika.
U tzv. ustavotvornoj eri (v. Mladoturci) funkcije Divana prenesene su na carsku vladu, a izraz "porta" se počeo odnositi na ministarstvo vanjskih poslova. Istodobno je titula velikog vezira ukinuta i zamijenjena naslovom premijera, a veziri su postali senatori.
Članovi Visoke Porte bili su: janjičarski aga, kadiaskeri (Rumelije /europsko područje Otomanskog Carstva/ i Anadolije), veliki vezir, tri vezira (beglerbegovi Rumelije i Anadolije te glavni zapovjednik mornarice − kapudan), defterdar, nišandžija.